# كيواني
كيواني (بالإنجليزية: Kewanee)‏ هي مدينة في مقاطعة هنري، إلينوي، الولايات المتحدة. «كيواني» هي كلمة في لغة وينيباغو تعني دجاج البراري، والتي كانت تجول هناك. بلغ عدد السكان 12,916 في تعداد عام 2010، وقد انخفض من 12,944 في تعداد عام 2000.

## التركيبة السكانية
حدّد مكتب تعداد الولايات المتحدة بيانات التركيبة السكانية لكيواني في تعداد الولايات المتحدة. في ما يلي، التركيبة السكانية حسب تعدادي 2000 و2010.

### تعداد عام 2000
بلغ عدد سكان كيواني 12,944 نسمة بحسب تعداد عام 2000، وبلغ عدد الأسر 5,353 أسرة وعدد العائلات 3,379 عائلة مقيمة في المدينة. في حين سجلت الكثافة السكانية 756.1 نسمة لكل كيلومتر مربع (1,958.3/ميل2). وبلغ عدد الوحدات السكنية 5,879 وحدة بمتوسط كثافة قدره 343.4 لكل كيلومتر مربع (889.4/ميل2).
وتوزع التركيب العرقي للمدينة بنسبة 90.27% من البيض و3.68% من الأمريكيين الأفارقة و0.06% من الأمريكيين الأصليين و0.35% من الأمريكيين ذوي الأصول الآسيوية و0.02% من سكان جزر المحيط الهادئ و3.69% من الأعراق الأخرى و1.95% من عرقين مختلطين أو أكثر و6.10% من الهسبانيون أو اللاتينيون من أي عرق.
بلغ عدد الأسر 5,353 أسرة كانت نسبة 30.7% منها لديها أطفال تحت سن الثامنة عشر تعيش معهم، وبلغت نسبة الأزواج القاطنين مع بعضهم البعض 47% من أصل المجموع الكلي للأسر، ونسبة 12.3% من الأسر كان لديها معيلات من الإناث دون وجود شريك، بينما كانت نسبة 3.8% من الأسر لديها معيلون من الذكور دون وجود شريكة وكانت نسبة 36.9% من غير العائلات. تألفت نسبة 32.2% من أصل جميع الأسر من عدة أفراد يعيشون في نفس المنزل ونسبة 17.7% كانت تتألف من شخص يعيش بمفرده يبلغ من العمر 65 عاماً أو أكثر. وبلغ متوسط حجم الأسرة المعيشية 2.38، أما متوسط حجم العائلات فبلغ 2.98.
بلغ العمر الوسطي للسكان 38.5 عاماً. وكانت نسبة 24.8% من القاطنين تحت سن الثامنة عشر، وكانت نسبة 8.9% بين الثامنة عشر والرابعة والعشرين عاماً، ونسبة 25.4% كانت واقعةً في الفئة العمرية ما بين الخامسة والعشرين والرابعة والأربعين عاماً، ونسبة 20.4% كانت ما بين الخامسة والأربعين والرابعة والستين، ونسبة 18.8% كانت ضمن فئة الخامسة والستين عاماً فما فوق. يوجد لكل 100 أنثى 90.0 ذكر، ويوجد لكل 100 أنثى في الثامنة عشر من عمرها فما فوق 86.2 ذكر.
بلغ متوسط دخل الأسرة في المدينة 29,895 دولارًا، أما متوسط دخل العائلة فبلغ 37,730 دولارًا. وكان متوسط دخل الذكور 29,065 دولارًا مقابل 19,792 دولارًا للإناث. وسجل دخل الفرد الخاص بالمدينة 15,746 دولارًا. وكانت نسبة 10.7% من العائلات ونسبة 13.9% من السكان تحت خط الفقر، وكان من هؤلاء نسبة 21.7% تحت سن الثامنة عشر ونسبة 8.9% في الخامسة والستين من العمر وما فوق.

### تعداد عام 2010
بلغ عدد سكان كيواني 12,916 نسمة بحسب تعداد عام 2010، وبلغ عدد الأسر 5,188 أسرة وعدد العائلات 3,216 عائلة مقيمة في المدينة. في حين سجلت الكثافة السكانية 754.4 نسمة لكل كيلومتر مربع (1,953.9/ميل2). وبلغ عدد الوحدات السكنية 5,887 وحدة بمتوسط كثافة قدره 343.9 لكل كيلومتر مربع (890.7/ميل2).
وتوزع التركيب العرقي للمدينة بنسبة 87.03% من البيض و4.90% من الأمريكيين الأفارقة و0.29% من الأمريكيين الأصليين و0.39% من الأمريكيين ذوي الأصول الآسيوية و0.03% من سكان جزر المحيط الهادئ و4.83% من الأعراق الأخرى و2.52% من عرقين مختلطين أو أكثر و10.45% من الهسبانيون أو اللاتينيون من أي عرق.
بلغ عدد الأسر 5,188 أسرة كانت نسبة 32.1% منها لديها أطفال تحت سن الثامنة عشر تعيش معهم، وبلغت نسبة الأزواج القاطنين مع بعضهم البعض 42.1% من أصل المجموع الكلي للأسر، ونسبة 14.6% من الأسر كان لديها معيلات من الإناث دون وجود شريك، بينما كانت نسبة 5.3% من الأسر لديها معيلون من الذكور دون وجود شريكة وكانت نسبة 38% من غير العائلات. تألفت نسبة 32.7% من أصل جميع الأسر من عدة أفراد يعيشون في نفس المنزل ونسبة 15.5% كانت تتألف من شخص يعيش بمفرده يبلغ من العمر 65 عاماً أو أكثر. وبلغ متوسط حجم الأسرة المعيشية 2.40، أما متوسط حجم العائلات فبلغ 3.03.
بلغ العمر الوسطي للسكان 37.7 عاماً. وكانت نسبة 26% من القاطنين تحت سن الثامنة عشر، وكانت نسبة 9.1% بين الثامنة عشر والرابعة والعشرين عاماً، ونسبة 23.2% كانت واقعةً في الفئة العمرية ما بين الخامسة والعشرين والرابعة والأربعين عاماً، ونسبة 25.3% كانت ما بين الخامسة والأربعين والرابعة والستين، ونسبة 16.4% كانت ضمن فئة الخامسة والستين عاماً فما فوق. وتوزع التركيب الجنسي للسكان بنسبة 49.3% ذكور و50.7% إناث.

## أعلام
- غلين ماكدونالد
- رتشارد ايستس
- آبي كوران
- ديفيد تيرنبول
- دنيس نيلسون
- بنيامين دبليو لي